# Јања Тодоровић
Јања (Поповић) Тодоровић (Добраче код Ариља, 1962) српска је књижевница, песникиња, предавач из области православна духовност и култура, по образовању филолог.

## Биографија
Рођена је у Добрачи код Ариља, 18. априла 1962. године, у старој угледној хришћанској породици која је неговала традиционалне вредности, као пето дете. У Београду је завршила, 1986. године, Тринаесту београдску гимназију и дипломирала на Филолошком факултету, југо-светску књижевност, смер публицистички.
Сарадник је Православног духовног центра Архиепископије београдско-карловачке, од 2003. године, стручни саветник за далеко-источна и окултна учења, уредник Словенског Слова, од 2001. године. Била је уредник и водитељ Светосавске духовне трибине при Храму Светог Саве у Београду, од 2010. до 2017. године.
Предавач је из области православна духовност и култура, по благослову патријарха Павла. Од 1995. године до данас одржала је преко 1000 предавања у Европи, Русији, Србији и Балканским земљама.
Преводилац је са руског језика. Удата је за сликара и вајара Мирослава Тодоровића Тодора. Има сина Душана и унуку Тару.

### Чланство у удружењима
- Удружења новинара Србије, од 1986. године,
- Удружења књижевника Србије, од 2001. године,
- Мисионарске школе ВДС при Српској Патријаршији, од 1995. године.

### Сарадник на књигама
- Духовност далеког истока, едиција Светигоре у 8. томова, (1997);
- Сабрана дела Светог Јустина Новог Ћелијског (у 20 томова), у издању Задужбине аве Јустина Ћелијског (од 1997 до 2004);

Такође, сарадник је у часописима Збиља, Православље, Светосавац, Еванђелист. Уредник више мисионарских књига: манастира Ћелије (од 1997 до 2003); манастира Велика Ремета (од 2005 до 2015); манастира Троноша (2017); цркве Светог Саве у Бечу (од 2006 до 2009).

### Радови у Зборницима домаћих и међународних научних скупова (избор)
- Канонизација Светог Николаја Српског: Свети владика Николај Охридски и Жички, Симпосион Жича-Краљево 2003. О духовном песништву владике Николаја, стр.519;
- Канонизација Преподобног Јустина Ћелијског: Отац Јустин Поповић, Живот и дело, Зборник радова са научног скупа, Врање 2011, Обожење личности на путу Богопознања и себепознања, стр. 223;
- Савремено друштво и модерни култови, Петроград, Русија (2009);
- Неогностички и неопагански култови, Загреб, Хрватска (2015);
- Духовни разговори, Зборник радова Цркве Светог Трифуна, Београд 2012. Дар Божији јуродивости Свете Ксеније Петроградске, стр. 289;
- Фото-монографија и кратки филм о Ави Јустину, Време је исечак вечности, 2006, дело преведено на енглески и грчки (2014);
- Монографија манастира Троноше (2017), уредник, поводом прославе 7. векова постојања;
- Светосавска поетска ризница 2019, приређивач Дејан Томић, Издавач: Прометеј из Новог Сада и РТС Србије, Београд;
- Сабор духовне поезије (девети међународни), Раковица 2019. Приређивач: Никола Рајаковић. Издавач: Каленић и Центар за културу Раковица;

Зборници поезије у којима су заступљене песме: Српска поетска плетеница 2, Прометеј, Нови Сад (2008); Фрула у стиховима српских песника, Чачак (2012).

## Добитник признања
- Грамата Српске Патријаршије за просветно-мисионарску делатност, 2007.
- Грамата СПЦ за милосрдну делатност, 2010.
- Признање за унапређење културе ћирилице и српског језика од Савеза Срба Италије, 2017.
- Признање за европску афирмацију духовности и културе Епохе Немањића, 2018.
- Признање од Српског културног Савеза Швајцарске за Културу ћирилице, 2018.
- Међународна награда „Фјодор Михаилович Достојевски” Свесловенског књижевног друштва 2018.
- Награда Светосавско Благодарје, за књижевни допринос за светосавско стваралаштво за 2020. годину, Удружење књижевника Србије.